# Wapi Phoenix
Stade
Maillots
Champion BAFL : 1995, 1996, 1997, 1998
Champion D2 : 1993, 2005, 2016, 2018
Le Wapi Phoenix est un club sportif belge de football américain basé à Tournai en Wallonie Picarde.

## Histoire
Le club est créé en 1985 sous le nom des Cardinals de Tournai après la fusion des deux clubs de la ville les TY Bulls et les Blue Sharks lesquels avaient débuté leurs activités en 1984. Il est donc le plus vieux club en activité de Belgique. 
Les cardinals remportent le titre de champion de Belgique en 1995, 1996 1997 et 1998 (Belgian Bowl VIII à XI) mais à la suite de problèmes financiers, il est dissout en 2000,. 
Il reprend ses activités en 2001 sous le nom des Phoenix de Tournai mais doivent attendre trois ans avant de rejouer en championnat de Wallonie. Ils sont champions de Wallonie en 2005 et finissent 3e du championnat national. Ils accèdent au Belgian Bowl XIX en 2006 et au Belgian Bowl XXII en 2009 mais sont battus à deux reprises par les West-Vlaanderen Tribes champions de Flandres. Entretemps ils avaient été demi-fibalistes en 2007 et 2008.
Le nom du club devient les Phoenix de Wallonie Picarde (ou WaPi Phoenix) en 2012. Le club fête ses 30 ans d'existence en 2014 et organise une journée commémorative au cours de laquelle un match oppose l'équipe senior à une sélection d'anciens joueurs.  
Le club a évolué en Division 2 nationale y remportant le titre en 2016 et 2018. Elle joue en division Élite la saison 2019.
Le club possède une section de flag football depuis 2007 ainsi qu'une équipe junior.

## Palmarès
| Saison                                        | Division                  | Résultat                  | Note |
| --------------------------------------------- | ------------------------- | ------------------------- | --- |
| Cardinals de Tournai (ouTournai Cardinal's)   |                           |                           | |
| 1985-86                                       | Ch. de Belgique           | 2e                        | derrière les Raiders de Bruxelles |
| 1987-88                                       | Ch. de Belgique           | 2e                        | 2e en coupe de Belgique |
| 1989-90                                       | Ch. de Belgique           | 3e                        | 3e en coupe de Belgique |
| 1990-91                                       | Ch. de Belgique           | 3e                        | Descente en deuxième division du fait d'un manque de moyen financiers et humains.                                                                    |
| 1991-92                                       | D2                        | 3e                        | |
| 1992-93                                       | D2                        | Champion                  | Montée en Division 1 |
| 1993-94                                       | Ch. de Belgique           | 3e                        | 2e coupe de Belgique |
| 1994-95                                       | D1                        | Champion                  | Victoire au Belgian Bowl VIII, 34 – 12 contre Bruxelles Raiders                                                                                      |
| 1995-96                                       | D1                        | Champion                  | Victoire au Belgian Bowl IX, 13 – 6 contre les Brussels Black Angels                                                                                 |
| 1996-97                                       | D1                        | Champion                  | Victoire au Belgian Bowl X, 48-36 contre les Brussels Black Angels                                                                                   |
| 1997-98                                       | D1                        | Champion                  | Victoire au Belgian Bowl XII, 22-18 contre les Brussels Black Angels Première participation au BENELUX BOWL où les Cardinal's se classent deuxièmes. |
| 1998-99                                       | D1                        | ?                         | Dissolution du club en fin de saison |
| Phoenix de Tournai (ou Tournai Phoenix)       |                           |                           | |
| 2001                                          | Matchs amicaux uniquement | Matchs amicaux uniquement | Matchs amicaux uniquement |
| 2002                                          | Matchs amicaux uniquement | Matchs amicaux uniquement | Matchs amicaux uniquement |
| 2003                                          | Matchs amicaux uniquement | Matchs amicaux uniquement | Matchs amicaux uniquement |
| 2004                                          | D2 - LFFAB                | ?                         | |
| 2005                                          | D2 - LFFAB                | Champion                  | 3e du championnat national |
| 2006                                          | D1                        | ?                         | Défaite en Belgian Bowl XIX 14-23 contre West-Vlaanderen Tribes                                                                                      |
| 2007                                          | D1                        | ?                         | ½ finaliste du Belgian Bowl |
| 2008                                          | D1                        | ?                         | ½ finaliste du Belgian Bowl |
| 2009                                          | D1                        | ?                         | Défaite en Belgian Bowl XXI 0-12 contre West-Vlaanderen Tribes                                                                                       |
| 2010                                          | D1                        | ?                         | |
| 2011                                          | ?                         | ?                         | |
| Phoenix de Wallonie Picarde (ou WaPi Phoenix) |                           |                           | |
| 2012                                          | D2 - LFFA                 | ?                         | |
| 2013                                          | D2 - LFFA                 | ?                         | |
| 2014                                          | D2 - LFFA                 | ?                         | |
| 2015                                          | D2 - LFFA                 | 2e                        | |
| 2016                                          | D2 - LFFA                 | Champion                  | |
| 2017                                          | D2 - LFFA                 | 3e                        | |
| 2018                                          | D2 - LFFA                 | Champion                  | Bilan saison régulière 2-1-1, vainqueur match de championnat de D2 vainqueur du match de barrage pour la montée en D1                                |
| 2019                                          | D1                        | Dernier                   | Bilan de 0-7-0, 18-277 pts, ils descendent en D2 avec un record national de points encaissés                                                         |
| 2020                                          | D2                        |                           | Bilan de 0-2, 0-78 pts |
| 2021                                          | D2                        |                           | Dissolution du club en fin de saison |